# سقوط بغداد (2003)
سقوط بغداد أو ما يعرف بمعركة سقوط بغداد، وهي المعركة التي حصلت بين القوات المسلحة العراقية السابقة والجيش الأمريكي في أوائل شهر أبريل/نيسان عام 2003 أثناء عملية احتلال العراق عام 2003.
قبل ثلاثة أسابيع من تاريخ هذه المعركة، بدأت القوات الأمريكية بالتحرك باتجاه بغداد عاصمة العراق، عندما كان جورج بوش (الابن) رئيسا للولايات المتحدة الأمريكية.
عانت بغداد خلال هذه المعركة من ضرر كبير أصاب البُنى التحتية والاقتصاد، فضلاً عن عمليات النهب والسرقة التي حصلت بسبب انعدام الأمن،[بحاجة لمصدر] وما وصف بسماح القوات الأمريكية للسارقين بدخول الوزارات والمنشآت الحكومية آنذاك وعدم منعهم من سرقة وتخريب ممتلكاتها.
قتل الآلاف من القوات المسلحة العراقية وعدد قليل من القوات الأمريكية، حسب ما كانت تنقله وسائل الإعلام الأمريكية، كما قُتل العديد من المقاتلين الذين وفدوا إلى العراق قُبيل عملية الغزو، وقتل العديد منهم، وتحديدًا في منطقة الأعظمية في بغداد، كما نقل عن شهود عيان أن هؤلاء المقاتلين حاربوا بشدة وبأسلحة خفيفة ومتوسطة ضد آليات ومشات الجيش الأمريكي.
كما شهدت مستشفى اليرموك في بغداد، وفود 100 قتيل في الساعة أثناء تلك المعركة 
بعد انتهاء المعركة دخلت القوات الأمريكية مدينة كركوك شمال العراق بتاريخ 10 نيسان/ابريل- 2003 ومدينة تكريت مسقط رأس الرئيس العراقي السابق صدام حسين بتاريخ 15 نيسان - 2003.

## التحضيرات
بدأ القصف بصورة محدودة بتاريخ 19 آذار/مارس 2003، إذ كان القصف عبارة عن محاولات لقتل الرئيس العراقي السابق صدام حسين، واستمر الحال إلى 21 آذار/مارس، وفي تمام الساعة 1700 (بالتوقيت العالمي) بدأت ما يقارب من 1700 طلعة جوية عسكرية، ألقت 504 صواريخ كروز، وتم غزو بغداد بعد 3 أيام من معركة المطار.
وقال مسؤولون أمريكيون إن قواتها خاضت مناوشات هناك مع الحرس الجمهوري العراقي الخاص، مع اثنين من فرق العمل لتصل إلى دجلة من الضواحي الجنوبية من المدينة قبل أن تنتقل غربا باتجاه المطار. وقال الميجر جنرال فيكتور رينوارت: القصد هو للإشارة إلى الرئيس العراقي السابق أن قوات التحالف يمكن أن تتحرك داخل وخارج بغداد كلما رغبوا في ذلك. وذكرت صحيفة الغارديان أن القوات الأمريكية احتلت اثنين من «القصور الرئاسية» آنذاك. وأحاطت القوات الأمريكية أيضا بوزارة الإعلام وغيرها من المنشآت الحكومية الرئيسية لبعض الوقت في حينه.
في 24 آذار/مارس قال جنرال متقاعد في الجيش الأميركي باري ماكافري لشبكة أخبار بي بي سي: «إذا قاتل العراقيون سيكون قتالاً وحشياً، وعملنا سيكون خطيراً، وخسائرنا يمكن أن تصل إلى 3,000 قتيل.» 
وشارك في القتال مقاتلون متطوعون من غير العراقيين في قتال الشوارع في حي الاعظمية، وفي حي الوزيرية القريبة، وغرب حي المنصور على ضفاف نهر دجلة، وعلى مقربة من مقر الاستخبارات العراقية.

## القصف الجوي
في وقت الغزو، كانت طائرات التحالف تنفذ نحو 1000 طلعة جوية يوميًا، استهدفت معظمها الحرس الجمهوري والحرس الجمهوري الخاص. كما ألقت الطائرات الأمريكية حوالي 200,000 منشور لتحذير المدنيين من الخروج من منازلهم.
قصفت طائرات التورنادو التابعة لسلاح الجو الملكي البريطاني من السربين 9 و617 أنظمة الدفاع الجوي التي تحمي بغداد، لكنها فقدت إحدى الطائرات في 22 مارس، مع مقتل الطيار والملاح (الملازم كيفن ماين والملازم ديف ويليامز) نتيجة نيران صديقة من صاروخ باتريوت أمريكي أثناء عودتهم إلى قاعدتهم في الكويت.
في 2 أبريل، تم إسقاط مروحية بلاك هوك تابعة للجيش الأمريكي وطائرة F/A-18C تابعة للبحرية الأمريكية قرب كربلاء.
في 8 أبريل، تم إسقاط طائرة هجومية من طراز A-10 قرب جسر الجمهورية بواسطة صاروخ أرض-جو عراقي.

## في التويحة
في 4 أبريل 2003، خاض كتيبة الدبابات الثانية في مشاة البحرية الأمريكية قتالاً عنيفاً مع فرقة النداء من الحرس الجمهوري ومقاتلين إسلاميين أجانب على مشارف بغداد. وبنهاية اليوم، اعتُبرت فرقة النداء غير قادرة على القتال، ولكن قُتل ثلاثة من المارينز الأمريكيين (الملازم الأول براين مكفيليبس، الرقيب دوان ريوس والعريف برنارد جودين) وتم تدمير دبابة.
أفاد الفريق القتالي للفوج الخامس أنه تم تدمير دبابتين من طراز أبرامز خلال معارك مع الفدائيين وحرس النداء، الذين حاولوا استخدام مدافع مضادة للطائرات ضد الأهداف الأرضية.

## مطار بغداد الدولي

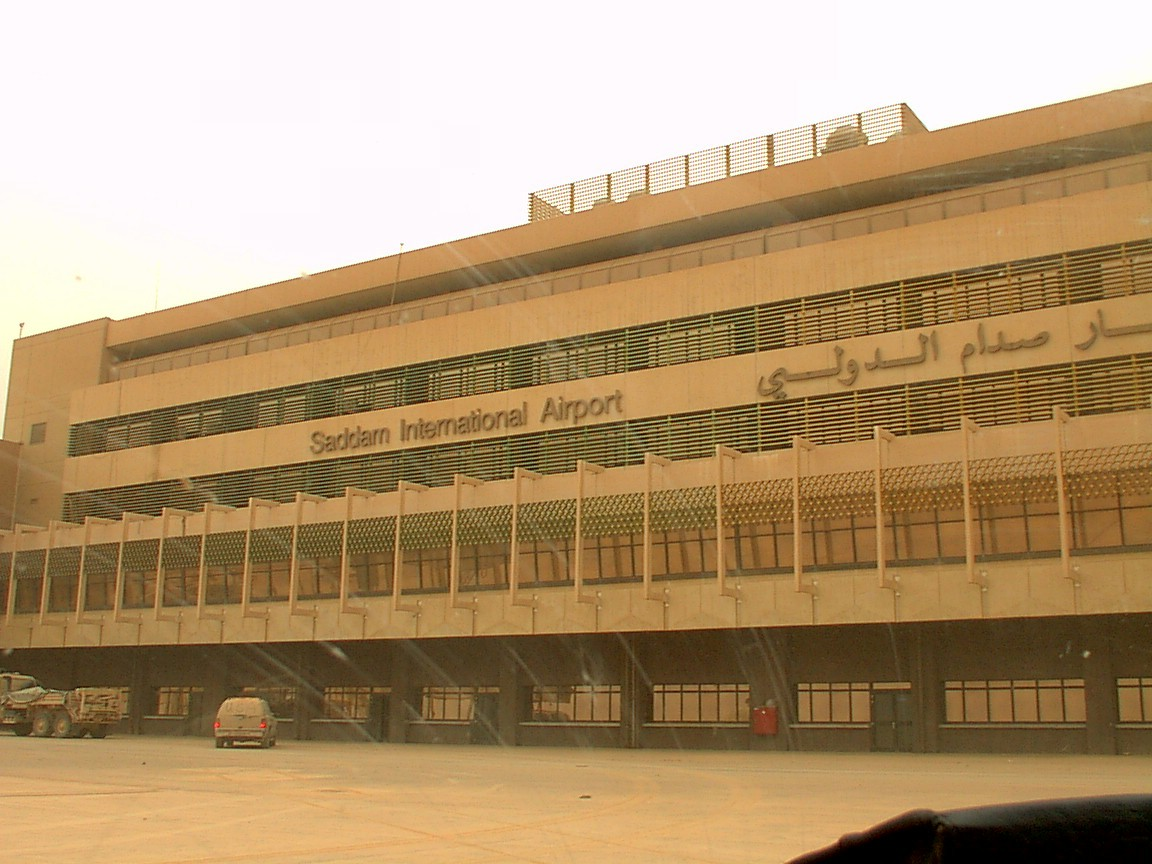
مدخل المطار حين كان يُعرف باسم مطار صدام الدولي

في صباح 3 أبريل 2003، تقدمت القوات الأمريكية نحو مطار صدام الدولي. وقد تبيّن أن هذا الموقع كان الأكثر تحصينًا من بين كل المواقع العراقية، وقُتل جنديان أمريكيان بنيران الهاون في بداية المعركة.
بعد ساعات من القتال، تمكنت الكتيبة الأولى، الفرقة الثالثة للمشاة من السيطرة على المطار، والذي أصبح لاحقًا محور الخدمات اللوجستية الأمريكية في العراق لسبع سنوات. قبل شروق شمس 4 أبريل، شنت القوات العراقية هجومًا مضادًا شرسًا تحت جنح الظلام، اقتربت فيه دبابات T-72 من مركز العمليات التكتيكي للكتيبة.
وفقًا لأحد المصادر: "لم تدرك الكتيبة خطورة الموقف حتى تم إطلاق النار على مركبة استطلاع كيميائي وإصابة مدرعة برادلي بقذيفة دبابة".
دمر فريق مزود بصواريخ جافلين دبابتين عراقيتين، بينما دمرت دبابة أبرامز البقية. ومع اقتراب الفجر، اشتد الهجوم على المركز التكتيكي، واندفعت مشاة عراقيون سيرًا على الأقدام إلى الموقع. خلال المعركة، قُتل الرقيب أول بول راي سميث أثناء تصديه لهجوم عراقي على فريقه، وقد مُنح وسام الشرف بعد وفاته.
خلال قصف التمهيد للمطار في 3 أبريل، قامت طائرة F-15E أمريكية بقصف بطارية C من الكتيبة الثالثة، المدفعية الثالثة عشرة عن طريق الخطأ، ما أسفر عن مقتل ثلاثة جنود (الرقيب أول راندي رين، الرقيب تود روبينز، والاختصاصي دونالد أوكس) وإصابة خمسة آخرين.
كما قُتل الرقيب أول ويلبرت ديفيس والصحفي الأمريكي مايكل كيلي في 3 أبريل خلال عمليات تأمين المطار.

## الاقتحامات المدرعة
في 5 أبريل، نفذت قوة المهام 1–64 المدرعة التابعة للواء الثاني، الفرقة الثالثة مشاة في الجيش الأمريكي، غارة عسكرية أُطلق عليها لاحقًا اسم "الاقتحام المدرع" (Thunder Run)، لاختبار الدفاعات العراقية المتبقية. بدأت العملية من جنوب بغداد مرورًا بالطرق الرئيسية وصولًا إلى المطار الذي كان قد تأمَّن حديثًا. كانت المقاومة العراقية غير منظمة، وتكبدت الوحدة الأمريكية خسائر طفيفة. أُجبرت الوحدة على التخلي عن دبابة واحدة نتيجة إصابتها في الخلف بقذيفة عديمة الارتداد أو بقذيفة RPG، ما أدى إلى اشتعال خزان الوقود وانفجار المحرك. لم يصب الطاقم بأذى. لاحقًا، قامت القوات الجوية بقصف الدبابة لتدميرها، وادعت وزارة الإعلام العراقية أنها دمّرتها.
بعد يومين، صدرت أوامر للواء الثاني التابع للفرقة الثالثة بتنفيذ اقتحام مدرع آخر، عبر نفس الطريق السابق. كانت هذه الطريق قد تعززت دفاعيًا خلال هذه الفترة، ما أثار مخاوف لدى القيادات من مقاومة أشد. قاد العقيد ديفيد بيركنز، قائد اللواء، قواته عبر الطريق الأصلي نحو بغداد، ثم اتجه شرقًا نحو المنطقة الحكومية بدلاً من الغرب نحو المطار. تمكن اللواء الثاني بسهولة من السيطرة على ما يُعرف الآن بـ"المنطقة الخضراء" خلال يوم واحد، مما سرّع بشكل كبير نهاية القتال التقليدي في العراق.
وُصف هذا الجزء من المعركة بالتفصيل في كتاب Thunder Run: The Armored Strike to Capture Baghdad للكاتب ديفيد زوكّينو، والمنشور في 22 مارس 2004.

### الأهداف "مو"، "لاري"، و"كيرلي"
في 7 أبريل 2003، اندلعت اشتباكات عنيفة في ثلاث مواقع تُعرف بالأهداف "مو"، "لاري"، و"كيرلي" (سُميت تيمّنًا بشخصيات *The Three Stooges*). كل هدف كان تقاطعًا لطريق رئيسي شرقي-غربي مع الطريق السريع 8 الذي كان يُستخدم في الاقتحامات المدرعة. كان من الضروري السيطرة على هذه التقاطعات للحفاظ على الطريق السريع 8 مفتوحًا، مما يسمح للقوات الأمريكية بالبقاء في مركز المدينة بعد الاقتحام الثاني. كان هدف "مو" عند تقاطع الطريق السريع 8 مع طريق القادسية، و"لاري" عند شارع قطر الندى المؤدي إلى جسر الجادرية، و"كيرلي" عند طريق الدورة السريع. في الموقع الجنوبي (كيرلي)، خاضت كتيبة المشاة 3–15 معركة استمرت 18 ساعة، أسفرت عن مقتل جنديين أمريكيين (الرقيب الأول روبرت ستيفر والرقيب أول جون مارشال) نتيجة قذائف RPG، وإصابة حوالي 40 آخرين. أما الخسائر العراقية فتُقدر بين 350 و500 مقاتل، من الحرس الجمهوري الخاص، وفدائيي صدام، ومقاتلين سوريين.
كادت القوات الأمريكية من الكتائب المدرعة الأولى والرابعة من فوج المدرعات 64 أن تنفد من الوقود والذخيرة، واقتربت من التعرض لاجتياح كامل، قبل أن تصل التعزيزات وتتمكن من إعادة الإمداد إلى هدف "كيرلي". في نهاية المعركة، انفجر صاروخ من نوع عبّيل-100 أو FROG-7 في موقع قيادة اللواء الثاني، ما أسفر عن مقتل جنديين (الجندي أنطوني ميلر والرقيب أول لينكولن هولنسايد)، وصحفيين مدمجين (خوليو بارادو وكريستيان ليبيغ)، وجرح 15 آخرين، وتدمير 17 مركبة عسكرية.

## قصر الثرثار
في 7 أبريل، سيطرت القوات الأمريكية على قصر رئاسي كبير على ضفاف نهر دجلة، على أمل العثور على قادة النظام داخله. يقع المجمع بالقرب من مسقط رأس صدام حسين في تكريت. صرّح القادة الأمريكيون بأنهم سيبقون في مركز المدينة بدلاً من العودة إلى أطرافها كما فعلوا سابقًا.
في غضون ساعات من السيطرة على القصر وانتشار التغطية التلفزيونية في أنحاء العراق، أمرت القوات الأمريكية الوحدات العراقية داخل بغداد بالاستسلام، وإلا ستواجه المدينة هجومًا شاملًا. بحلول ذلك الوقت، كان المسؤولون الحكوميون العراقيون إما قد اختفوا أو أعلنوا استسلامهم.

## جسر الجمهورية
في 8 أبريل 2003، شن نحو 500 جندي عراقي، بينهم عناصر من الحرس الجمهوري، هجومًا مضادًا عنيفًا عبر جسر الجمهورية. أجبر الهجوم بعض القوات الأمريكية في غرب بغداد على التراجع مؤقتًا، لكن القوات العراقية خسرت نحو 50 جنديًا في المعركة، التي شاركت فيها طائرات هجومية من طراز A-10 Warthog تابعة للقوات الجوية الأمريكية. تم إسقاط إحدى طائرات A-10 خلال الهجوم بصاروخ أرض-جو عراقي.

## النهب
مع سيطرة القوات الأمريكية على العاصمة، بدأ المدنيون العراقيون فوراً نهب القصور وكذلك المكاتب الحكومية. في مستشفى اليرموك، لم يتم فقط سرقة جميع الأسرة، بل أيضاً جميع المعدات الطبية.[بحاجة لمصدر] وتمكّن مستشفى آخر من الاستمرار في العمل من خلال تنظيم المدنيين المحليين كحراس مسلحين.
وُصف النهب الجسيم في المتحف الوطني العراقي، ومركز الفنون لصدام، وجامعة بغداد، وثلاثة فنادق خمس نجوم هي: فندق الرشيد، وفندق المنصور، وفندق بابل، إضافةً إلى المتاجر الحكومية، والعديد من السفارات، والمصانع المملوكة للدولة.
في المتحف الوطني العراقي، الذي كان يُعتبر مستودعاً للكنوز من حضارات بلاد الرافدين القديمة وكذلك الحضارة الإسلامية المبكرة، تم نهب أو تدمير العديد من القطع الأثرية التي لا تُقدّر بثمن، والتي يُقدّر عددها بـ 170,000 قطعة (عُثر على جزء منها لاحقاً). في 14 أبريل، تم إحراق المكتبة الوطنية العراقية والأرشيف الوطني، مما أدى إلى تدمير آلاف المخطوطات التي تعود إلى حضارات تمتد إلى أكثر من 7,000 سنة.
خلال الأيام الثمانية الأولى من الغزو، نجا فقط 35 حيواناً، أي 5٪ من أصل 700 حيوان في حديقة حيوانات بغداد. وكان ذلك نتيجة للسرقة (حيث استُخدمت بعض الحيوانات كطعام بشري)، والموت جوعاً للحيوانات التي بقيت بدون طعام أو ماء. وكان من بين الناجين الحيوانات الكبيرة مثل الأسود والنمور والدببة. وعلى الرغم من الفوضى التي صاحبت الغزو، تولى لورنس أنتوني من جنوب أفريقيا وعدد من الحراس المحليين رعاية الحيوانات، وقدموا اللحوم التي تم شراؤها محلياً مثل الحمير. بعض الحيوانات الصغيرة تم تقديمها كطعام للضواري من قبل قوات خاصة مدربة على الطب البيطري [بحاجة لمصدر] لأغراض إنسانية نظراً لحالتها الصحية السيئة وقلة فرص نجاتها.

## السيطرة السياسية
قالب:قسم غير موثق
بينما كانت القوات الأمريكية تحتل القصر الجمهوري ومعالم وزارات بغداد في 9 أبريل، خرج صدام حسين من مخبئه في منطقة الأعظمية شمال بغداد، والتقى بعدد من المواطنين في جولة مفاجئة. ويُعتقد أن هذه كانت آخر ظهور علني له، وقد تم تصوير الجولة وبُثت لاحقاً على قناة العربية وشهد عليها سكان محليون. رافقه خلال الجولة حراسه وعدد من أنصاره من ضمنهم أحد أبنائه وسكرتيره الشخصي.
في اليوم ذاته، أُعلن عن احتلال بغداد رسمياً من قِبل قوات التحالف، لكن أجزاء كبيرة من المدينة بقيت غير مؤمّنة، واستمر القتال في محيطها. واختفى صدام وعدد من أفراد أسرته ومساعديه المقربين، وظل مكانهم مجهولاً.
قام كثير من العراقيين بالاحتفال بسقوط النظام من خلال تخريب التماثيل والرموز المرتبطة بصدام. وكان أبرز هذه المشاهد إسقاط تمثال كبير لصدام في ساحة الفردوس، والذي حاز على تغطية إعلامية واسعة.

### تدمير تمثال ساحة الفردوس
أمام حشد من الصحافة الدولية (وجمهور صغير من ميليشيات عراقية مدعومة من الولايات المتحدة قوامه حوالي 100 شخص)، تم إسقاط تمثال بارتفاع 39 قدم للرئيس العراقي في ساحة الفردوس من قِبل مركبة إنقاذ تابعة لقوات مشاة البحرية الأمريكية. في البداية، وضع عريف في قوات المارينز يُدعى إدوارد تشين من الكتيبة الثالثة، الفوج الرابع، علماً أمريكياً على رأس التمثال، ثم تم استبداله بعلم عراقي. وقد تم تشويه رموز أخرى للنظام بنفس الطريقة.

### البحث عن صدام حسين
قالب:قسم غير موثق
تلقت القوات الأمريكية إشارات تفيد بأن صدام في الأعظمية، وفي فجر 10 أبريل، أُرسلت ثلاث سرايا من مشاة البحرية لاعتقاله. خاضت القوات معركة شرسة دامت أربع ساعات مع قوات النظام قرب مسجد في بغداد، حيث اشتبه في وجود قادة عراقيين. قال النقيب البحري فرانك ثورب: "كانت لدينا معلومات عن محاولة اجتماع لقيادات النظام. لم يكن بالإمكان تجنب القتال في منطقة المسجد، لأن القوات كانت تطلق النار من هناك". تعرضت القوات الأمريكية لهجوم بالصواريخ وقذائف الهاون والأسلحة الرشاشة، مما أسفر عن مقتل جندي أمريكي وإصابة أكثر من 20، دون العثور على صدام أو مساعديه.

## التغطية الإعلامية
قبل الغزو، كانت السياسة الأمريكية تفرض على الصحفيين أن يكونوا "مضمّنين" ضمن الوحدات العسكرية، ويوقعون على عقود تقيّد ما يمكنهم نشره. من يخالف القواعد كان مهدداً بفقدان اعتماده وطرده من العراق.

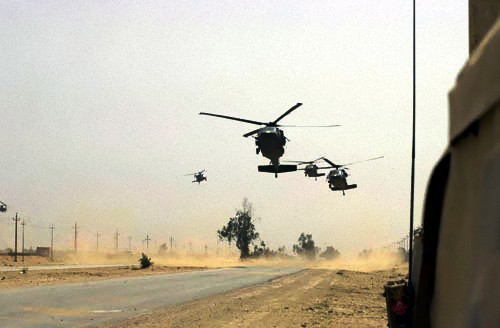
مروحيات بلاك هوك من الكتيبة الخامسة، اللواء الجوي القتالي 101، الفرقة 101 المحمولة جواً، تتحرك نحو مدينة عراقية خلال عملية احتلال، 5 أبريل.

في بداية الغزو، نفت الحكومة العراقية الروايات الغربية. فقد صرّح محمد سعيد الصحاف، وزير الإعلام، يوم 7 أبريل قائلاً: "الكفار ينتحرون على أبواب بغداد بالمئات. اطمئنوا، بغداد آمنة ومحفوظة. العراقيون أبطال".
في 8 أبريل، أصابت صواريخ جو-أرض أمريكية مقر الجزيرة في منطقة سكنية في بغداد، مما أسفر عن مقتل صحفي وإصابة مصور. كما استُهدفت مكاتب قناة أبو ظبي. كانت هاتان القناتان من القنوات الدولية القليلة التي واصلت البث من بغداد. في نفس اليوم، أطلقت دبابة أمريكية النار على الطابق 15 من فندق فلسطين، مما أدى إلى مقتل صحفيَين وإصابة ثلاثة. أثارت هذه الحوادث اتهامات بأن الولايات المتحدة كانت تستهدف وسائل الإعلام عن عمد. في حالة قناة أبو ظبي، أظهرت اللقطات نيراناً من الأرض. أما في حالة فندق فلسطين، فقد أكّد صحفيون أنه لم يكن هناك إطلاق نار من الفندق أو محيطه.

## انظر ايضاً
- قائمة معارك حرب العراق (2003-2011)

## الأسباب
يعود سبب سقوط بغداد في عام 2003 لأسباب عديدة أهمها:
- أن العراق كان تحت الحصار الاقتصادي منذ 6 آب سنة 1990 الذي فرضه مجلس أمن الأمم المتحدة على العراق مما أدى قتل أعداد كبيرة من الشعب العراقي وعدم استلامه للأسلحة الحديثة.
- قامت القوات الجوية الأمريكية بضرب مناطق عسكرية واقتصادية مهمة.
- تقدم القوات البرية الأمريكية بالمساعدة من دول حليفة لها هي بريطانيا وإستراليا وعند اقتراب الجيش الأمريكي، كان هناك توقع أن تقوم المدرعات الأمريكية بحصار بغداد وقد كان هذا التوقع خاطئاً، واتجهت القوات الأمريكية نحو مطار بغداد واحتلته.

وبعد احتلال المطار بعدة أيام، سقطت الحكومة العراقية التي كانت تحت قيادة صدام حسين آنذاك.